# Mustapha Benbada
 (décembre 2016).
Mustapha Benbada (مصطفى بن بادة) (né le 25 août 1962 à Metlili, en Algérie) est un homme politique algérien.
Mustapha Benbada est né à Metlili dans la wilaya de Ghardaïa. En 1987 il devient ingénieur d'État en agronomie puis en 1995 il obtient un DEA en écologie.
En 1997 il est élu député à l'Assemblée populaire nationale où il a été président de la commission Agriculture.
Il est réélu député en 2002 et en 2007, représentant du Mouvement de la société pour la paix (MSP).
)
Il occupait le poste de ministre de la petite et moyenne entreprise et de l'artisanat de 2002, jusqu'à mai 2010 où il est nommé ministre du commerce.